# Jackie Kahane
Jackie Kahane (ur. 29 września 1921 w Montrealu, zm. 26 marca 2001 w Encino) – kanadyjsko-amerykański stand-uper, który występował przed koncertami różnych muzyków, m.in. Elvisa Presleya. W 1961 roku redakcja amerykańskiego tygodnika „Time” uznała Kahane’a, obok Billa Cosby’ego, za jednego z najlepszych ówczesnych komików młodego pokolenia.

## Życiorys
Kahane dorastał w kanadyjskim mieście Montreal (Quebec). Najbardziej znany był ze współpracy z Elvisem Presleyem, któremu towarzyszył podczas występów od 1971 roku aż do śmierci muzyka w 1977 roku. Zwykle jego popisy przed pojawieniem się Presleya trwały niespełna 20 minut. Jednak podczas koncertów piosenkarza w jego ostatnich dwóch latach życia występy komika przeciągane były do 45 minut, ponieważ Presley potrzebował wtedy coraz więcej czasu na przygotowanie się do koncertu. Podczas jednej z takich imprez artystycznych w nowojorskiej hali widowiskowej Madison Square Garden został wygwizdany przez zniecierpliwioną publiczność, która oczekiwała koncertu Presleya; ostatni raz piosenkarz pojawił się tam 18 lat wcześniej.
Kahane rozbawiał też publiczność przed koncertami takich piosenkarzy jak: Tina Turner, Tony Bennett i Dionne Warwick.
Kahane wystąpił również w amerykańskim filmie dokumentalnym Elvis w trasie (Elvis on Tour, 1972). Pojawiał się też  wielokrotnie w popularnych wówczas amerykańskich programach telewizyjnych, m.in.: The David Frost Show, The Tonight Show with Johnny Carson i The Ed Sullivan Show.
Napisał i wygłosił mowę pochwalną podczas ceremonii pogrzebowej Elvisa Presleya.
Zmarł 26 marca 2001 roku w wieku 79 lat z powodu choroby nowotworowej w Encino (Kalifornia).

## Życie prywatne
Kahane z żoną Rosanną miał dwie córki, Giselle Vogel i Karen Kahane.